# Ai (gruppo musicale)
Le Ai (parola che significa amore in giapponese) erano un girl group svedese attivo fra il 1999 e il 2000 e formato da Helena Hellqvist, Malin Holmgren, Anna Suatan, Josefine Sundström e Claudia Unda.

## Carriera
Le Ai sono salite alla ribalta all'inizio del 1999 con la loro partecipazione all'annuale Melodifestivalen, il più seguito festival canoro svedese, utilizzato come selezione del rappresentante nazionale per l'Eurovision Song Contest. Hanno presentato il loro inedito Bilder av dig e si sono piazzate al 9º posto, risultando inoltre le seste preferite dal pubblico. Il singolo ha raggiunto la 41ª posizione della classifica svedese e ha anticipato l'album di debutto eponimo del gruppo.

## Discografia

### Album
- 1999 – Ai

### Singoli
- 1999 – Bilder av dig
- 1999 – In Rain and Sunshine/Visions of You
- 1999 – When the Rain Is Falling Down
- 1999 – I Want You/Everytime I Close My Eyes